# Michael Vingerling

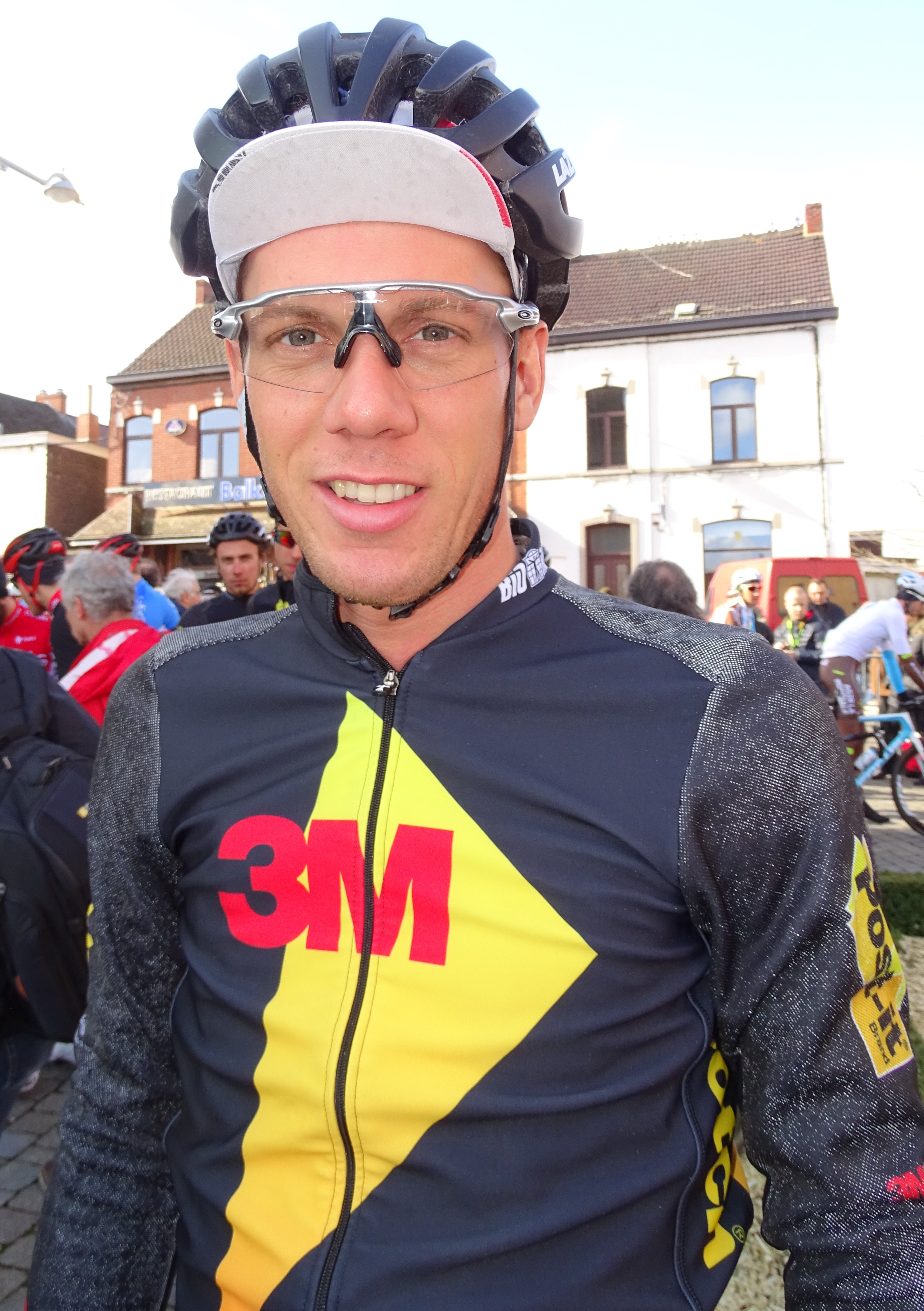
Michael Vingerling (2016)

Michael Vingerling (* 28. Juni 1990 in Dirksland) ist ein niederländischer Radrennfahrer, der auf Straße und Bahn aktiv ist.
Seit 2006 errang Michael Vingerling 15 niederländische Titel im Bahnradsport bei den Junioren sowie in der Elite, allein im Jahr 2007 sieben. 2007 wurde er zudem in Cottbus Europameister im Scratch der Junioren, im Jahr darauf errang er in Kapstadt in dieser Disziplin den Weltmeistertitel der Junioren. Ebenfalls 2008 belegte Vingerling bei den niederländischen Meisterschaften im Zweier-Mannschaftsfahren der Elite Platz zwei, gemeinsam mit Nick Stöpler. 2010 wurde er nationaler Meister im Omnium, im Scratch sowie im Zweier-Mannschaftsfahren.
Ebenfalls 2010 gewann Vingerling die Meisterschaft im Straßenrennen der Provinz Ostflandern. Zuvor war er schon zweimal in der jeweiligen Altersklasse niederländischer Meister im Straßenrennen geworden. 2012 wurde er erneut niederländischer Meister im Omnium.

## Erfolge – Bahn
2006
- Niederländischer Meister – Madison (Junioren) mit Nick Stöpler

2007
- Europameister – Scratch (Junioren)
- Niederländischer Meister – Madison (Junioren) mit Nick Stöpler

2008
- Weltmeister – Scratch (Junioren)

2009
- Niederländischer Meister – Madison mit Nick Stöpler
- Niederländischer Meister – Scratch

2010
- Niederländischer Meister – Omnium

2012
- Niederländischer Meister – Omnium

2014
- Niederländischer Meister – Scratch

## Teams
- 2009 Koga-Creditforce Talent

- 2012 Koga Cycling Team
- 2013 Team 3M
- 2014 Team 3M